# Kościół św. Ducha w Radomiu
Kościół św. Ducha w Radomiu – kościół katolicki istniejący w Radomiu od XV do XVIII wieku.
Drewniany kościół został zbudowany w XV wieku na terenie parafii św. Jana Chrzciciela. Pełnił on funkcję kościoła szpitalnego dla wzniesionego w tym czasie szpitala dla ubogich. Usytuowany był bezpośrednio za murami miejskimi u wylotu Bramy Piotrkowskiej. Kościół został rozebrany w połowie XVIII w. z powodu złego stanu technicznego. Mimo że kościół pełnił funkcję świątyni szpitalnej, to brak wzmianek o chowaniu przy nim zmarłych. Przeszkodą był prawdopodobnie podmokły grunt, na którym wzniesiono przytułek. Zmarłych ze szpitala chowano natomiast na cmentarzu przy kościele św. Leonarda.